# Michaël Logan
Michaël Logan ist ein von André Beautemps im realistischen Stil gezeichneter frankobelgischer Comic.
Die Abenteuer des Piloten Michaël Logan, der mit seinem Wasserflugzeug Frachtflüge für ein australisches Transportunternehmen unternimmt, erschienen erstmals 1972 in der belgischen und französischen Ausgabe von Tintin sowie in der niederländischen Version Kuifje. Neben Fortsetzungsgeschichten kamen mehrere taschenbuchformatige Kurzgeschichten in Tintin Sélection und Kuifje Pocket heraus. Jean Van Hamme übernahm 1974 die Textarbeit. Die Serie endete 1978 abrupt mit dem Tod des Zeichners. 
Lombard begann 1975 mit der Albenausgabe in der Reihe Vedette.

## Albenlange Geschichten
- La Fleur blanche (1972)
- Le Pays sous l’horizon (1974)
- Tengku Tarawak (1974–1975)
- L’Homme de l’autre côté (1975)
- Celui qui allait mourir (1976)